# Église Saint-Michel de Bertoldshofen

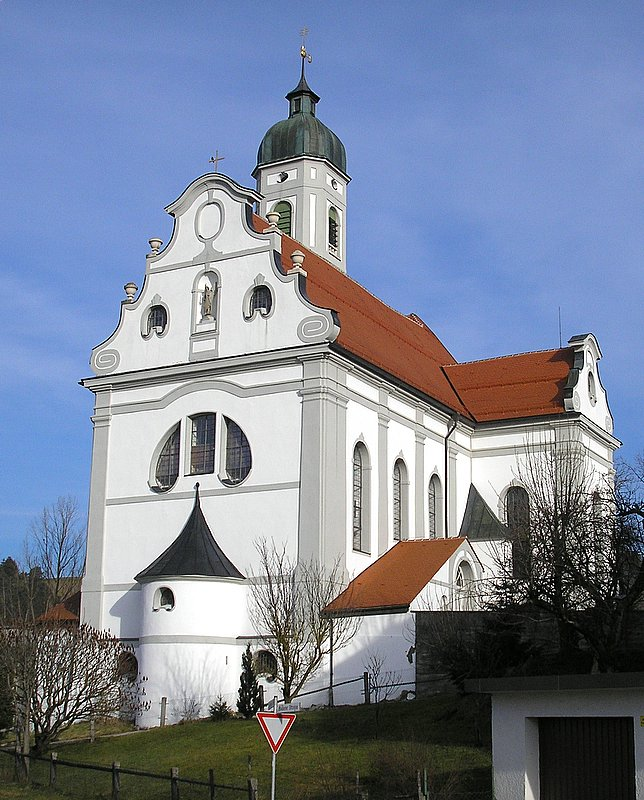
Vue de l'église, côté sud

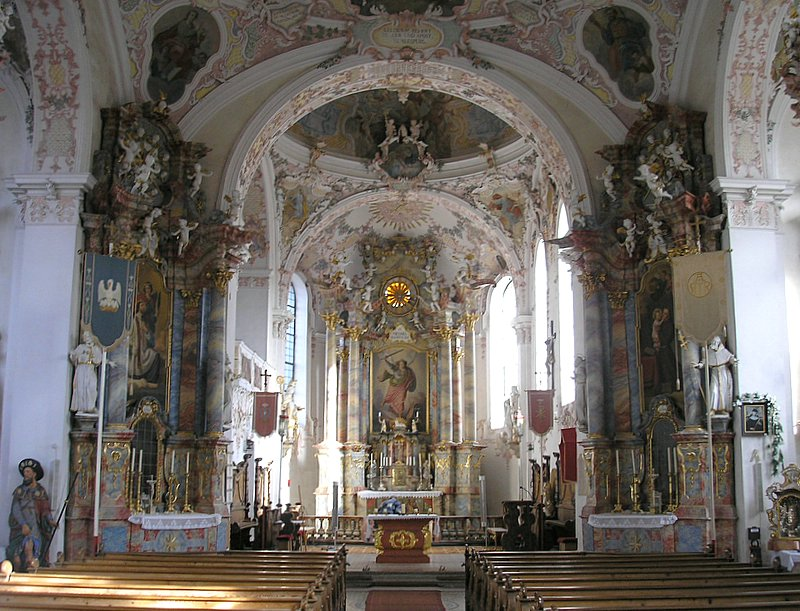
Vue de l'intérieur

L'église Saint-Michel est une église catholique de Souabe, située à Bertoldshofen dans l'arrondissement d'Ostallgäu.
L'intérieur remarquable de l'église est de style baroque rococo avec des stucs d'Ignaz Finsterwalder, maître de l'école de Wessobrunn.

## Histoire

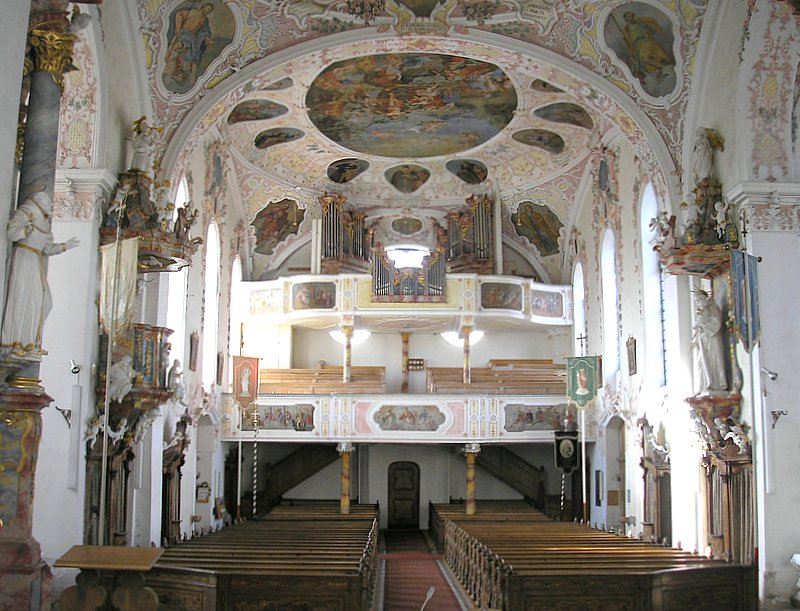
Vue de la tribune et de l'orgue

L'église Saint-Michel a été rebâtie sur les fondations d'une église du Moyen Âge en 1680-1685. Après la fondation d'une fraternité antonienne en 1684, l'église devient un lieu de pèlerinage et elle est réaménagée dans les années 1720. Johann Georg Fischer (de), maître du baroque, y travaille à partir de 1727 et le contremaître Paul Bienz suit ses indications.
La première messe après la reconstruction a lieu en 1733, avec une consécration solennelle, le 5 octobre 1738. L'église a été restaurée en 1870, ainsi que dans les années 1980 et en 2002.
l'auteur du maître-autel et des autels de la chapelle est Leonhard Fischer (vers 1736) et celui des autels latéraux Matthias Schäffler. Les sculptures sont d'Ignaz Hillenbrand, la chaire est un chef-d'œuvre de Gottlieb Dopfner (vers 1733). L'archange saint Michel se dresse sur l'abat-voix, rejoint par des putti qui symbolisent les quatre coins de la terre. Les symboles des quatre évangélistes entourent le fond de la chaire, tandis que la corbeille de la chaire montre le Christ et les apôtres saints Pierre et Paul.
L'orgue est de Georg Ehinger et date de 1736-1737. Il a été restauré en 1978-1979.

## Galerie

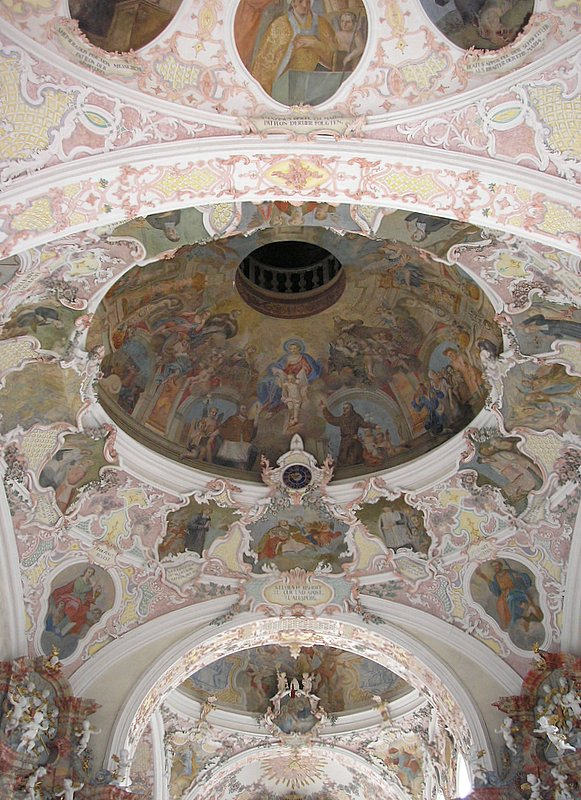
Vue de la coupole et des fresques
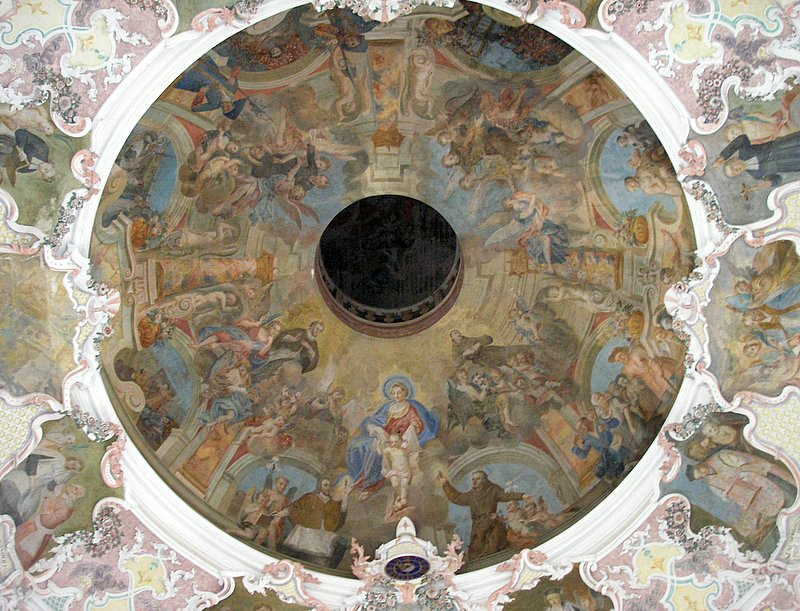
Vue de la coupole et de la lanterne
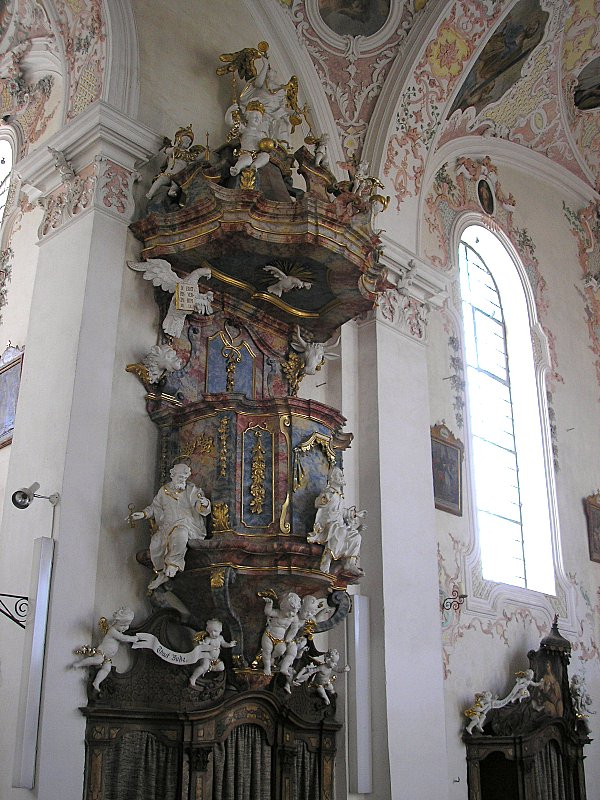
Vue de la chaire, chef-d'œuvre baroque